# Alexander Posch (Künstler)
Alexander Posch (* 21. Juni 1890 in Schönberg; † 2. August 1950 in Darmstadt) war ein deutscher Künstler.

## Leben
Alexander Posch wurde als Sohn des aus Österreich stammenden Schlossers Christian Posch und dessen Frau Katharina in Schönberg an der Weinstraße geboren.
Alexander Posch absolvierte eine Ausbildung bei dem Glaskünstler Hans Müller-Hickler Anschließend besuchte er die private Malschule von Adolf Beyer in Darmstadt. Ab 1910 studierte Posch an der Kunstgewerbeschule München, danach schloss sich ein Studienaufenthalt in Wien an.
Nach dem Ersten Weltkrieg lebte er als freischaffender Künstler in Darmstadt.
1920 gründete Posch zusammen mit den Künstlern Hartmuth Pfeil und Marcel Wilhelm Richter die „Darmstädter Gruppe“, die sich zur Zeit ihrer Gründung dezidiert als Gegenpol zur stärker politisch ausgerichteten „Darmstädter Sezession“ verstand und stilistisch weitgehend der Neuen Sachlichkeit zugeordnet werden konnte. 1928 schlossen sich beide Gruppen zur „Interessengemeinschaft fortschrittlicher Künstler Hessens“ zusammen, um durch gemeinsames Auftreten mehr Einfluss gewinnen zu können.
Er setzte sich für die Belange von Künstlerkollegen ein, war in zahlreichen Ausstellungsausschüssen und Verbänden vertreten und maßgeblich an der Gründung des „Reichsverbandes bildender Künstler Hessens“ beteiligt, dessen Geschäftsführer er war. 1926, gab es eine große Ausstellung der „Darmstädter Gruppe“ in der Kunsthalle, 1929 folgte auf der Mathildenhöhe die von Posch mit organisierte internationale Ausstellung „Der schöne Mensch in der Neuen Kunst“.
1931 wurde Alexander Posch der Georg-Büchner-Preis des Volksstaats Hessen verliehen.
Bei dem Luftangriff auf Darmstadt am 11. September 1944 starb seine Frau. Sein Atelier und große Teile seines künstlerischen Werks wurden zerstört.
Nach einem zweijährigen Aufenthalt im Allgäu wurde er Mitglied des Hessischen Kunstvereins (1946) und der wieder gegründeten „Neuen Darmstädter Sezession“ (1949). Nach 1945 entstanden zahlreiche Landschafts- und Architekturbilder, zum Teil noch geprägt von Eindrücken aus dem Allgäu.
Alexander Posch starb am 2. August 1950 nach längerer Krankheit in Darmstadt und wurde auf dem Waldfriedhof (Grabstelle: L 13d 24) beigesetzt.
Sein Sohn Claudius Posch (1947–2013) war ebenfalls als Maler und Graphiker in Darmstadt tätig.